# Verdens syv underværker
Verdens syv underværker blev beskrevet af Antipatros fra Sidon i 2. århundrede f.Kr.

## Oldtidens syv underværker
De syv underværker i antikken var:
1. Zeusstatuen i Olympia
2. Artemistemplet i Efesos
3. Mausoleet i Halikarnassos
4. Kolossen på Rhodos
5. Fyrtårnet på Faros ved Alexandria
6. Den store pyramide i Giza (Kheopspyramiden)
7. Babylons hængende haver

Af de syv vidundere kan kun Kheopspyramiden ses i dag i nogenlunde sin oprindelige form; de resterende seks vidundere er alle gået mere eller mindre til grunde:
1. Zeusstatuen blev ødelagt under en brand i 462. Kun fundamentet og nogle fragmenter af det tempel, der husede statuen, kan stadig ses.
2. Artemistemplet er blevet ødelagt og genopbygget flere gange, sidst af goterne i 262. Resterne af ruinen kan fortsat ses ved byen Selcuk i Tyrkiet.
3. Mausoleet blev ødelagt af jordskælv i 1400-tallet. Efterfølgende blev byggematerialerne brugt til at opføre den nærliggende borg i Bodrum. Enkelte artefakter fra mausoleet kan ses på British Museum.
4. Kolossen stod i blot 56 år, indtil et jordskælv knækkede benene på den. Ingen sikre fund har overlevet til vore dage.
5. Fyrtårnet faldt for et jordskælv i 1375; der eksisterer ingen beviser for hvordan det så ud. Der pågår stadig udgravninger ved Alexandria, der henføres til fyrtårnet.
6. Pyramiden står endnu i dag, og kan kun konstateres at have lidt mindre skader til ydersiden.
7. De hængende havers eksistens er aldrig entydigt blevet bevist, hvorfor man ikke har ruiner eller artefakter herfra.

I stedet for "underværker" talte de gamle grækere om "syner, seværdigheder" (theamata) (Τὰ ἑπτὰ θεάματα τῆς οἰκουμένης [γῆς]). Senere gik man over til ordet for "underværk" (thaumata), hvad man også benytter i moderne græsk (Επτά θαύματα του αρχαίου κόσμου); men oprindeligt drejede det sig om noget i retning af en liste eller guidebog over seværdigheder.

## De nye syv underværker
Den oprindelige liste er centreret omkring Middelhavet, så der er siden gjort adskillige forsøg på at samle en mere almen liste. Kåringen af syv nye vidundere fandt sted den 7. juli 2007. En privat mand fik idéen til at kåre syv nye vidundere. "New7Wonders Foundation" blev oprettet og hævder, at over 90 millioner stemmer valgte følgende liste; dette tal har dog været meget kritiseret for ikke at være korrekt:
1. Den kinesiske mur
2. Oldtidsbyen Petra i Jordan
3. Brasiliens kristusstatue, Cristo Redentor
4. Perus Machu Picchu-ruiner
5. Mexicos Maya-ruiner ved: Chichen Itza
6. Colosseum i Rom
7. Taj Mahal i Indien

Pyramiderne ved Giza i Egypten deltog i internetafstemningen. Da de som de eneste af de oprindelige 7 vidundere har overlevet til i dag blev de også hædret ved uddelingen. UNESCO har ikke haft noget med kåringen af disse nye vidundere at gøre.